# Туоро ди Тавола (Казерта)
Туоро ди Тавола је насеље у Италији у округу Казерта, региону Кампанија.
Према процени из 2011. у насељу је живело 20 становника. Насеље се налази на надморској висини од 571 м.